# Dio
Dio var en heavy metal-gruppe, der blev dannet af Ronnie James Dio tilbage i 1982, da han havde forladt Black Sabbath. Med i bandet var på daværende tidspunkt også Vinnie Appice (trommer, også tidligere Black Sabbath), Jimmy Bain (bas, tidligere Rainbow, hvor Ronnie James Dio også var sanger) samt Vivian Campbell (guitar, senere Whitesnake og nu Def Leppard).
Dio har haft en række store hits indenfor rockverdenen, men de største hits findes iblandt udgivelserne fra bandets storhedstid i 80’erne og inkluderer numre som ”Rainbow in the Dark” (fra albummet ”Holy Diver”), ”We Rock” (fra ”The Last in Line”) og ”Hungry for Heaven” (fra ”Sacred Heart”).
Gruppen blev opløst efter Ronnie James Dio døde af kræft i maj 2010.

## Biografi

### Dannelsen ogHoly Diver(1982-1983)
I 1982 resulterede uenigheder omkring produktionen af Black Sabbaths Live Evil i , at Ronnie James Dio og Vinny Appice forlod bandet. Da de to stadig ønskede at spille sammen, dannede de Dio i oktober 1982. I maj året efter udgav bandet sit debutalbum Holy Diver. Albummet havde to hit-singler, "Rainbow in the Dark" og "Holy Diver", der begge blev populære på MTV. I studiet var det Ronnie James Dio og Jimmy Bain, der spillede keyboard-stykkerne, men inden Holy Diver-turneen ansatte bandet Claude Schnell til at spille keyboard

### The Last in LinetilDream Evil(1984-1989)
Med Schnell bag keyboardet var bandet nu en kvintet, og 2. juli 1984 udsendtes det andet album The Last in Line. Dette album efterfulgtes af Sacred Heart, bandets tredje album, der blev udgivet 15. august 1985.
I 1985 skrev Ronnie James Dio også sangen "Stars" til Hear 'n Aid-projektet, hvorpå Vivian Campbell spillede guitar. Campbell var blevet utilfreds med den retning, bandet udviklede sig i, og i 1987 blev han tilbudt at slutte sig til Whitesnake. Mange sange fra Sacred Heart-turneen, hvor Campbell stadig var guitarist, blev optaget til 1986-EP'en Intermission, men EP'en indeholdte også studieindspilningen "Time to Burn", der skulle introducere bandets fans til den nye guitarist Craig Goldy.
Det fjerde album, Dream Evil blev udgivet 21. juli 1987. Herefter forlod Goldy bandet, da guitaristen ville forsøge sig med solo-projekter. I juni 1989 blev det offentliggjort, at Goldy ville blive erstattet af den kun 18-årige Rowan Robertson, men bandets besætning kom til at ændre sig yderligere, idet Schnell, Bain og Appice forlod bandet.

### Ændringer (1990-1999)
Schnell, Bain og Appice blev erstattet af henholdsvis Teddy Cook, Jens Johansson og den tidligere AC/DC-trommeslager Simon Wright. Denne nye besætning udgav albummet Lock up the Wolves i foråret 1990. I forbindelse med turneen, fik Ronnie James Dio mulighed for at møde den tidligere Black Sabbath-kollega Geezer Butler, hvilket resulterede i dette bands korte genforening og albummet Dehumanizer. Herefter skiftede Ronnie James Dio musikere i Dio igen – kun trommeslageren Appice forblev. I begyndelsen af 1993 havde guitaristen Tracy G, keyboardspilleren Scott Warren fra Warrant og bassisten Jeff Pilson sluttet sig til bandet. I denne periode bevægede bandet sig væk fra de fantasy-inspirerede sange og behandlede i stedet mere moderne problemer. Som følge heraf mener nogle fans, at de albums, der blev lavet i denne periode – Strange Highways fra 1993, Angry Machines fra 1996 samt live-albummet Inferno - Live at Last – er blandt de dårligste albums i bandets historie, mens andre ser dem som et velkomment skridt væk fra den forældede 80'er-lyd. Grundet Angry Machines'  skuffende pladesalg ville pladeselskabet have Dio tilbage til den tidligere lyd og stil, hvorfor Tracy G måtte forlade bandet. Som hans efterfølger vendte Craig Goldy tilbage til bandet.

### Comeback (2000-2004)
Med Goldys tilbagevenden kunne bandet udgive deres ottende album, Magica (album), der af mange betragtes som bandets "comeback-album". Det var ikke kun Goldy, der var tilbage i bandet med Magica-albummet; også Simon Wright og Jimmy Bain vendte tilbage. Dog var det ikke Bain, men Chuck Garric, der spillede bas på den europæiske turne. Koncept-albummet Magica markerer bandets tilbagevenden til den oprindelige, mere populære lyd, mens den øgede brug af keyboards giver det en mere moderne fornemmelse. Men på den efterfølgende turne opstod spændinger mellem Goldy på den ene side og Bain og Ronnie James Dio på den anden, på grund af Goldys forpligtelser overfor sin familie. I januar 2002 forlod Goldy bandet og blev efterfulgt af Doug Aldrich, som Bain havde mødt under indspilningen af et Metallica-hyldestalbum. Eftersom Aldrich sluttede sig til bandet sent, bidrog han ikke med meget til Dios niende album, Killing the Dragon, der primært blev skrevet af Ronnie James Dio og Bain. Killing the Dragon blev udgivet gennem Spitfire Records i 2002, og blev modtaget så godt i metalkredse, at den kom på Billbaords Top-200-liste. Aldrich blev i bandet indtil april det efterfølgende år, hvor han – ligesom Campbell havde gjort før ham – sluttede sig til Whitesnake, hvilket endnu engang gav Goldy pladsen som Dios guitarist. Kort tid herefter forlod også Bain bandet.

### Master of the Moonog bruddet (2004-2010)
Dio udgav deres tiende studiealbum, Master of the Moon i 2004. I Europa blev albummet udgivet gennem SPV Records 30. august og i USA 7. september gennem Sanctuary Records. Albummet har multi-intrumentalisten Jeff Pilson – et tidligere Dokken-medlem – som bassist, men grundet allerede eksisterende aftale med Foreigner kunne han kun deltage i indspilningen af albummet, hvorfor han måtte erstattes af Rudy Sarzo på turneen.
I 2005 udkom live-albummet Evil or Divine - Live in New York City, der indeholdte det samme show, som blev udgivet på DVD i 2003. Ronnie James Dio har udtalt, at han ikke havde meget medbestemmelse på denne udgivelse, da han allerede havde forladt det pladeselskab, der udgav albummet. Dio var på turne i Sydamerika, Japan, Europa og Rusland i løbet af 2005. Efterårsturneen hed "An Evening with Dio" og bestod af en normal setliste, samt et andet set, hvor bandet spillede debutalbummet Holy Diver fra ende til anden. Bandet skulle eftersigende optage en af koncerterne i Rusland for en kommende DVD-udgivelse, men optagelserne endte med at finde sted i London. Lydsporet fra denne optagelse blev udgivet på en dobbelt-CD, Holy Diver - Live, i april 2006.
I 2007 blev det annonceret, at Black Sabbath ville genforene sig med Ronnie James Dio som forsanger og gå under navnet Heaven & Hell. Bandet udgav albummet The Devil You Know i 2009.
Ronnie James Dios arbejde med Heaven & Hell forsinkede indspilningerne til det, der skulle blive Master of the Moon 's efterfølger, Magica II. Det tre år lange brud blev kortvarigt afbrudt med en europæisk 10-koncerts mini-turne i maj/juni 2008, og endnu en turne blev planlagt i november/december 2009 med 22 koncerter, hvoraf den første skulle finde sted i England og den sidste i Tyskland. Det var meningen, at Doug Aldrich skulle afløse Goldy på denne turne, da Goldy havde andre forpligtelser på samme datoer. Dio regnede med at ville udgive en ny single, "Electra", samtidig med turneen – hvilket ville være bandets første studiemateriale i fem år. Desuden var det meningen, at de ville udgive et eller to albums i løbet af 2010.
Den europæiske turne blev dog aflyst 18. november 2009, da Ronnie James Dio var blevet indlagt. Han var blevet diagnosticeret med mavekræft og modtog behandling. Hans manager Wendy Dio takkede dem, der havde sent ham hilsner, og sagde: "Når han har slået denne drage ihjel, vil Ronnie være tilbage på scenen, hvor han hører til, og gøre det, han elsker mest: at optræde for sine fans".
29. februar 2010 blev det på Dios officielle hjemmeside annonceret, at han ville udgive et boks-set ved navn Tournado Box Set. Dette boks-set indeholder Killing the Dragon-CD'en, Evil or Divine-DVD'en (kun i PAL-format), DVD-bonusmateriale, interviews, fotogallerier, aldrig tidligere sete backstage-optagelser, en reklamevideo for "Push" fra Killing the Dragon-albummet, eksklusive Dio-kort og en bonus-cd med singlen "Electra" (den sidste sang bandet indspillede) fra de aldrig færdiggjorte Magica II- og Magica III-albums.

### Ronnie James Dios død
Ronnie James Dio døde af mavekræft den 16. maj 2010. Hans kone, Wendy Dio, udtalte: "I dag er mit hjerte knust. Ronnie gik bort kl. 07:45 den 16. maj. Mange, mange venner og familiemedlemmer nåede at sige personligt farvel inden han stille sov ind. Ronnie vidste, hvor meget han var elsket af alle. Vi sætter stor pris på den kærlighed og støtte i alle har givet os. Giv os venligst et par dages uforstyrrethed, så vi kan bearbejde det forfærdelige tab. Vid, at han elskede jer alle, og at hans musik vil leve for evigt."[kilde mangler]
9. november 2010 blev det posthume live-album Dio at Donnington UK: Live 1983 & 1987 udgivet. Det indeholder Dios optrædener på Monsters of Rock-festivalen, og har både sange fra hans tid i Rainbow og Black Sabbath foruden sange fra bandet Dio.
Under et interview med det britiske "Classic Rock Magazine" sagde guitaristen Craig Goldy: "Vi arbejdede på numre til et nyt Dio-album lige inden Ronnie døde i maj. Og vi blev næsten færdige med én sang. Wendy [Dio, Ronnies manager/kone] har talt om at genudgive Magica-albummet (første gang udgivet i 2000) med bonusnumre, inklusive denne sang." Goldy fortsatte og sagde, at teksten blev skrevet af Dio, mens han kæmpede mod kræften, og at den er "meget følelsesladet" og "svær at lytte til uden at få en klump i halsen".
18. marts blev det offentliggjort, at de overlevende medlemmer af den sidste Dio-besætning ville gå sammen med den tidligere Judas Priest-forsanger Tim "Ripper" Owens i et projekt med navnet "DIO Disciples". Bandet blev sat til at turnere Europa i 2011.
I maj 2012 udtalte den tidligere Dio-guitarist Vivian Campbell, at han – på trods af sin langvarige strid med Dio – at han havde hensigter om at slutte sig til den originale Dio-besætning for nogle mulige koncerter. Dette band ville bestå af ham selv, trommeslageren Vinny Appice, bassisten Jimmy Bain og keyboardspilleren Claude Schnell. På Ronnie James Dios plads ville bandbesætningen have Andrew Freeman, der tidligere har været medlem af Lynch Mob og Offspring og bandet vil optræde under navnet "Last in Line".

## Murray
Murray er Dios dæmon-lignende maskot, og han ses på flere af bandets albums, inklusive Holy Diver, The Last in Line og Dream Evil. Desuden findes han på nogle singler og opsamlingsalbums, og på albumcoveret til Master of the Moon optræder han i en lidt ændret version.

### Holy Diver
På debutalbummet Holy Diver fra 1983, ser det ud som om, Murray slår en gejstlig ihjel, men Ronnie James Dio har udtalt, at det ligeså godt kunne være en præst, der slår et monster ihjel.

### The Last in Line
Murray ses også på bandets andet album, The Last in Line. Her ses han i baggrunden af coveret, hvor en stor gruppe mennesker arbejder hårdt, og det kunne muligvis være Murray, der kontrollerer dem.

### Dream Evil
På det tredje album, Sacred Heart optræder Murray ikke, men han vender tilbage på coveret til Dream Evil. Her ses han udenfor vinduet til et børneværelse, hvor et sovende barn har mareridt om uhyggelige væsener. Coveret på Dream Evil-albummet refererer til et af albummets numre, "Faces in the Window" (albummets tema er generelt frygt og overtroen forbundet med natten og mørket).

## I populærkultur
Skurken i den japanske manga-serie JoJo's Bizarre Adventure hedder Dio Brando, som en hyldest til både Ronnie James Dio og skuespilleren Marlon Brando.
I 1989 blev et computerspil til Famicom-konsollen (den japanske udgave af Nintendo Entertainment System) ved navn Holy Diver udgivet. Spillets gotiske og middelalderlige tema er meget lig musikvideoen til Dios sang "Holy Diver".
I 1999 var Dio med i et South Park-afsnit ved navn "Hooked on Monkey Fonics". I episoden spiller bandet "Holy Diver" til en skolefest. Selvom forsangeren ligner virkelighedens Ronnie James Dio, var resten af bandet heavy metal-stereotyper, der ikke synes at have nogen relation til Dios virkelige medlemmer.
Når Baseballspilleren Pat Burrell gik på banen i sin tid hos Philadelphia Phillies blev der afspillet et klip fra "Holy Diver".
Sangen "Holy Diver" er med i computerspillene Guitar Hero Encore: Rocks the 80s og Grand Theft Auto: Vice City Stories. Den kan også downloades til spillene i Rock Band-serien sammen med "Stand Up and Shout". Desuden er sangen "Rainbow in the Dark" en del af tracklisten i Rock Band 3.

## Medlemmer
- Ronnie James Dio – Vokal
- Craig Goldy – Guitar
- Rudy Sarzo – Bas
- Scott Warren – Keyboard
- Simon Wright – Trommer

## Diskografi

### Studiealbums
- 1983: Holy Diver
- 1984: The Last in Line
- 1985: Sacred Heart
- 1986: Intermission
- 1987: Dream Evil
- 1990: Lock up the Wolves
- 1994: Strange Highways
- 1996: Angry Machines
- 2000: Magica
- 2002: Killing the Dragon
- 2004: Master of the Moon

### Livealbum
- 1998: Inferno – Last in Live
- 2003: Evil or Divine
- 2005: Holy Diver Live